# 济南兴洲足球俱乐部
济南兴洲足球俱乐部，简称济南兴洲，曾用名济南菲芘88足球队、济南艾可洛奇足球队、山东万致足球队，成立于2013年6月，是一家位于济南的足球俱乐部。2021赛季获得中冠联赛冠军。

## 历史
2013年6月，于济南成立。2019年，开始参加济南市足球协会超级联赛，在2019、2020、2021获得三连冠的佳绩。在山东省业余足球超级联赛，济南兴洲夺得了2019赛季冠军、2020赛季季军。2020年11月，首度参加中冠联赛，在小组赛取得了1胜2负的战绩，以一球之差无缘小组出线。2021赛季获得中冠联赛冠军并升入中乙联赛。2022年，夺得中乙联赛冠军并升入下赛季中甲联赛。主场设置在济南市的山东省体育中心体育场。
2024年2月16日凌晨，济南兴洲足球俱乐部发布声明，宣布在寻找新的赞助商无果后退出2024赛季中甲联赛。

## 荣誉
- 2019年济南市足球协会超级联赛冠军
- 2019年山东省业余足球超级联赛冠军
- 2020年济南市足球协会超级联赛冠军
- 2021年济南市足球协会超级联赛冠军
- 2021年中国足球冠军联赛冠军
- 2022年中国足球乙级联赛冠军
- 2022年中国足协杯黑马奖